# Waioli
Le waioli est une langue papoue  parlée en Indonésie dans la péninsule du nord de l'île d'Halmahera, dans la province des Moluques du Nord.

## Classification
Le waioli fait partie de la famille des langues halmahera du Nord. Visser et Voorhoeve (1987) considèrent que le waioli, tout comme le gamkonora dont il est voisin, est un des dialectes du sahu.

## Sources
- (en) John A. Severn, The phonemic Syllable in Sahu: A Computer Aided Phonological Analysis, NUSA Vol. 38, pp. 71-87.